# Clube da Criança
Clube da Criança foi um programa de televisão infantil brasileiro criado juntamente por Maurício Sherman e George Savalla Gomes e que foi exibido pela Rede Manchete entre 14 de junho de 1983 a 14 de agosto de 1998. Teve como apresentadoras Xuxa
(1983–1986), Angélica (1987–1993), Mylla Christie (1993–1994), Pat Beijo (1994–1995) e Debby Lagranha (1997–1998).

## O programa

### Primeira Fase (1983-1986) com Xuxa
O programa estreou em 14 de junho de 1983 e ia ao ar das 17h às 19h sob o comando da então modelo Xuxa Meneghel. No início, Xuxa resistiu em aceitar o convite, feito a ela em 1983, e o diretor Maurício Sherman estava de olho em sua segunda opção, Monique Evans, mas por fim, Xuxa acabou fechando contrato com a extinta emissora. Criado e idealizado por Maurício Sherman e pelo palhaço Carequinha, possuía um formato similar ao que Xuxa teria depois no Xou da Xuxa na Globo.
Durante a fase de Xuxa, o programa passou por 4 formatos diferentes: No primeiro, Xuxa ficava sentada rodeada de crianças enquanto lia piadas e contos infantis de autoria do escritor Pedro Bloch (primo de Adolpho Bloch, fundador da emissora) e chamava desenhos animados. No segundo, em um novo cenário onde os desenhos animados do programa apareciam espalhados por todo o cenário e Xuxa comandava brincadeiras como: Estourar Bolas, Cabo-de-Guerra, Jogo dos Pratos, Pular Corda, Maquiagem e outras. Também, recebia atrações musicais e fazia sorteios onde as crianças mandavam cartas ao programa onde deveriam falar quais eram seus 3 desenhos preferidos do programa e quais eram os que elas menos gostavam. As crianças também deveriam informar de qual das 3 caixas elas gostariam de ganhar o brinquedo. Essa fase foi responsável por lançar Patrícia Marx e Luciano Nassyn no cenário musical, os primeiros passos do grupo Trem da Alegria.
Em 1984, foi gravado um disco para ser a trilha sonora do "Clube" e além de músicas de Xuxa e de Patrícia e Luciano, o disco contava ainda com a participação de artistas como: Carequinha, Pelé, Silvinho, Sérgio Reis, Sérgio Mallandro e outros. Xuxa também passa a fazer os sorteios em cima de um monte de cartas, como era na época do Xou. Ainda em 1984, o cenário do programa foi trocado após a entrada de Marlene Mattos na produção. Xuxa precisava de melhorias como um novo estúdio, cenário, camarim e figurinos, e o diretor Maurício Sherman indicou que ela falasse com Marlene, sua secretária e assistente de produção. Marlene Mattos inicialmente relutou em trabalhar com Xuxa, mas, por intermédio de Maurício Sherman, finalmente aceitou ser a produtora do Clube. Em uma semana, tudo o que Xuxa pediu começou a chegar ao programa.
Também em 1984, Xuxa ganhou a participação do mascote papagaio Paquito. O personagem foi inspirado em um papagaio real, com o mesmo nome, que Xuxa conheceu e se encantou durante uma visita a um consultório dentário em Nova Iorque. O papagaio era mantido trancado no banheiro, pois a esposa do dentista não permitia que ele circulasse pela casa. Ao retornar para o Brasil, Xuxa não conseguia tirar o papagaio da cabeça. Ainda fascinada, ela incentivou a equipe do programa a criar um fantoche com as características de Paquito, que se tornou o mascote do programa e recebeu o mesmo nome em homenagem ao papagaio nova-iorquino. O personagem papagaio Paquito foi o responsável pelo nome das futuras assistentes de palco de Xuxa, ainda na fase do Clube da Criança. Como apresentava o programa sozinha, Xuxa tinha bastante dificuldade em organizar as crianças no palco, principalmente durante as brincadeiras. Por isso, surgiu a necessidade de uma assistente de palco.
Para auxiliá-la, a produtora Marlene Mattos convidou Andréa Veiga, de 14 anos, para fazer um teste, devido à sua aparência jovial e semelhança física com a Xuxa. Andréa e Marlene Mattos já estavam trabalhando juntas no programa de boxe chamado Manchete TV Boxe, programa onde Marlene também era produtora e Andréa era uma das "Ring Girls", e tinha a função de anunciar com placas os rounds das lutas. No mesmo dia, Andréa Veiga foi aprovada no teste, tornando-se a primeira assistente de palco de Xuxa no Clube da Criança. Tendo como principais funções, tomar conta das crianças, evitar que elas passassem em frente as câmeras, acessorar a Xuxa nas brincadeiras, repassar informações ou instruções externas para a Xuxa e auxiliá-la no que fosse necessário. E quando entrou para o programa, Xuxa decidiu que Andréa tinha que ter um nome, um apelido diferente e como no programa tinha a participação de um mascote papagaio chamado Paquito e ele sempre estava a procura de uma namorada e foi então que Xuxa decidiu batizá-la de "Paquita", a namorada do papagaio e consequentemente tornando assim Andréa Veiga a primeira "Paquita" da história. Além disso em 1984, o programa passou a ser exibido das 16:30 às 18:30  com reprise aos domingos das 18:30 às 20:30  e posteriormente das 15:30 às 18:30 . No final de 1984, Xuxa ganha sua segunda "Paquita" e assistente de palco Heloísa Morgado batizada como "Paquita 2".
Em 1985, com o crescente sucesso da atração, o Clube passa a ser exibido das 14h às 18:30. O cenário muda mais uma vez. Porém, ainda continua com as mesmas brincadeiras e além de Andréa Veiga a "Paquita", a primeira "Paquita" da história e Heloísa Morgado a "Paquita 2", a segunda "Paquita", Xuxa ganha sua terceira "Paquita" e assistente de palco Andréa Rosa, batizada como "Xiquita". O programa ganha a presença de artistas com ioiôs e Xuxa passa a interpretar duas personagens: Madame Caxuxá, que dava dicas e conselhos aos telespectadores e a contadora de histórias Vóvuxa, personagens que foram levadas depois ao Xou da Xuxa na Rede Globo. Os ex-cantores mirins Patricia e Luciano junto com Juninho Bill lançaram o grupo musical infantil Trem da Alegria. Xuxa gravou o álbum "Xuxa & Seus Amigos" com as participações de Caetano Veloso, Marina Lima, Erasmo Carlos, Zizi Possi, Chico Buarque, Nara Leão, Os Trapalhões, Biquini Cavadão e Ciclone. E a passagem de Andréa Rosa a "Xiquita", a terceira Paquita da Xuxa, pelo programa Clube da Criança, foi breve, durando somente alguns meses e sendo encerrada, repentinamente no final de 1985, antes mesmo do fim do programa Clube da Criança sob a apresentação de Xuxa.
No domingo, 22 de dezembro de 1985, a extinta TV Manchete exibiu o especial "Xuxa e Seus Amigos", às 20h. O programa inovou ao utilizar o recurso de 'Chroma Key', uma tecnologia avançada para a época, apesar da baixa verba para produzi-lo (como o próprio diretor da época declarou). Teve a participação de várias personalidades, como Daniel Azulay, Marina, Os Trapalhões e Biquíni Cavadão. Foi o primeiro especial de Natal da Xuxa, trazendo vários clipes do disco. O sucesso da atração que embalava as tardes das crianças foi imediato para Xuxa, que gravou o primeiro programa em meio a uma correria devido a compromissos de trabalho. Ganhou a simpatia de todas as crianças do Brasil. Tanto que, em 1986, era disputada por outras emissoras, o êxito de Xuxa à frente do Clube da Criança foi tanto que a Rede Globo acabou oferecendo à apresentadora um salário seis vezes maior do que o que ela recebia na Manchete e com isso, ela acabou deixando a emissora.
Em fevereiro de 1986, Heloísa Morgado a "Paquita 2", a segunda "Paquita" da Xuxa, deixa de ser "Paquita", após o fim do Clube da Criança com a apresentação de Xuxa, e a transferência da apresentadora para a Rede Globo. Enquanto Andréa Veiga a "Paquita", a primeira "Paquita" da Xuxa segue junto com a apresentadora e Marlene para a nova emissora, permanecendo como "Paquita" e participando dos pilotos e da estreia do programa Xou da Xuxa, em 30 de junho de 1986. Enquanto esteve à frente do clube, Xuxa protagonizou vários filmes como: "Fuscão Preto" (1983), "Os Trapalhões e o Mágico de Oróz" (1984) e "Os Trapalhões no Reino da Fantasia" (1985), além de também ter feito uma pequena participação em "O Trapalhão na Arca de Noé" (1984).
Na fase de Xuxa, o programa exibia desenhos como: O Pirata do Espaço, Patrulha Estelar, A Corrida Maluca, Candy Candy, Calvin e o Coronel, A Família Trololó, Josie e As Gatinhas, Jana, a Rainha das Selvas, Don Quixote de La Mancha, Don Drácula, Família Drácula, Dartagnan e Os Três Mosqueteiros e etc.

### Segunda Fase (1987-1993) com Angélica
Após a saída de Xuxa (1983-1986) para a Rede Globo em 1986, o programa virou apenas uma simples sessão de desenhos animados e foi cancelado pouco tempo depois, sendo substituído pelo infantil Lupu Limpim Claplá Topô, apresentado por Lucinha Lins e Cláudio Tovar. A partir do dia 12 de outubro de 1987, o programa passa a ser comandado por Ferrugem e por Angélica que já era conhecida do público por ter comandado o extinto Nave da Fantasia substituindo Simony. Posteriormente, cerca de um mês depois Ferrugem deixa a atração e Angélica segue sozinha no comando do Clube, inicialmente no horário das 16h30 às 19h00. Inicialmente, o cenário utilizado no Clube da Criança era o mesmo do programa Lupu Limpim Claplá Topô. O elenco era formado pelas "Clubetes" Branca Ferreira, Cláudia, Elisângela, Jacqueline Dutra e Sabrina, que anteriormente trabalhavam no programa Lupu Limpim Claplá Topô, onde elas eram conhecidas como "LupuLimpletes", e após a extinção do programa Lupu Limpim Claplá Topô, Branca Ferreira, Cláudia, Elisângela, Jacqueline Dutra e Sabrina foram transferidas para o programa Clube da Criança apresentado por Angélica e Ferrugem tornando-se assim as cinco primeiras "Clubetes". Curiosamente, Branca Ferreira, Cláudia e Elisângela já haviam trabalhado com Angélica anteriormente, quando ela apresentava o programa Nave da Fantasia, e elas eram integrantes de um grupo de dança que realizava apresentações esporádicas no programa. A formação original das "Clubetes", composta por Branca Ferreira, Cláudia, Elisângela, Jacqueline Dutra e Sabrina, permaneceu no Clube da Criança por apenas três meses. Em janeiro de 1988, essa formação inicial foi substituída por um novo grupo, composto por Adriane, Cynthia Maranhão, Fabiana Ferreira, Letícia e Vivien.
Em fevereiro de 1988, aconteu a primeira mudança de cenário que agora lembrava uma discoteca e com várias estrelas prateadas espalhadas pelo chão. E posteriormente, meses depois da primeira troca de cenário a atriz Camila Pitanga entrou para o programa como uma das "Clubetes". Em novembro de 1988, no programa Clube da Criança especial de aniversário de quinze anos da apresentadora Angélica, aconteceu novamente uma nova troca de "Clubetes" e cinco novas garotas entraram para o programa entre elas a atriz Joana Limaverde. A partir de 1989, o programa ganha um cenário mais colorido com a logomarca no chão, uma roda gigante, um carrossel e a já tradicional plateia de crianças. Angélica além de cantar suas próprias músicas, também recebia atrações musicais, comandava alguns sorteios e apresentava algumas brincadeiras como: "A Corrida do Ovo", "Dança das Cadeiras", "Cama de Gato" e etc. Nesse ano, o programa foi transferido para o horário das 17h00 às 19h30  e tinha uma audiência média de até 16 pontos. No mesmo ano foi trocada a abertura e logomarca e também estreou o quadro Jornal da Natureza: Um quadro que tinha como objetivo dar dicas ecológicas aos telespectadores. O quadro permaneceu também na temporada seguinte de 1990.
Em 1990, o programa ganha um cenário maior, montado nos estúdios da Manchete, em Água Grande, ocupava cerca de 200 metros quadrados e simbolizava uma floresta encantada, com árvores, cipós, lagos, um labirinto, e muito verde artificial, entremeados por uma pista numerada
que lembrava um tabuleiro de jogos em terceira dimensão. Cercada de mais crianças e um cenário mais amplo, Angélica comandava brincadeiras utilizando todos os recantos do cenário. Artistas e adolescentes participavam do Caçadores da Fortuna: uma grande brincadeira de aventura. Tudo com muitas cores e jogos de luzes. Nesse mesmo ano, o Clube da Criança chegou a ser transmitido por 5 horas de duração, indo ao ar das 13h às 17h (algumas vezes também terminando entre 18h e 19h). Porém, com o desgaste das séries e uma diminuição no Ibope do programa que passou a oscilar entre 4 e 6 pontos, o Clube então passou a começar sempre entre 15h30 e 16h00 e indo até às 18h. Ainda nesse ano, aconteceu a troca de nome das assistentes de palco de Angélica que agora passaram a ser chamadas de "Angelicats".
Em 1991, o programa passa por uma nova reformulação em sua abertura que agora utilizava uma sequência de eventos com atores em uma casa, combinando animação com live-action e também em seu cenário e logomarca. O cenário passa a representar cada canto do Brasil com um cristo redentor e um pão-de-açúcar presente no cenário. Angélica passa a chegar no programa abordo de um carrossel com as músicas "Super, Hiper, Novo" e "Coisa Aventureira" e ganha a presença do boneco  "Angelicão" e passa a interpretar a personagem sereia Serena que Angélica voltaria a fazer na Rede Globo anos mais tarde no Angel Mix. Nesse mesmo ano, a atriz Giovanna Antonelli entrou para o programa como uma das "Angelicats" quando o grupo passou a ser dividido em três "Angelicats": Beth Mendes, Amanda Pinheiro e Giovanna Antonelli e duas "Angels": Gabriela Prado "Sapeca" e Mariana Nogueira "Moleca".
Já em 1992, com mais uma troca de abertura e cenários, ela passa a chegar no programa e ir embora no final por um túnel com a música "Além das Nuvens". O cenário tinha uma premissa futurista e contava com a famosa logomarca de Angélica (uma Letra "A" com asas e auréola) no chão do cenário. Na abertura, Angélica era transformada em uma personagem de vídeo games, os figurinos da apresentadora também passam a ser mais incrementados e coloridos. Nesse fase, o programa foi transferido para as manhãs com exibição de 8h até o meio-dia. Nessa época, a atriz Giovanna Antonelli, retornou ao programa agora sendo promovida a "Angel Sapeca". Porém, a audiência não foi a esperada, oscilando em 2 e 3 pontos fazendo com que o Clube fosse transferido novamente para a tarde, das 16h às 18h. Posteriormente, semanas depois o programa passou a ser gravado em São Paulo. Nessa época, quatro novas "Angelicats" entratram para o programa entre elas as atrizes Geovanna Tominaga e Karine Carvalho. No final do ano após recuperar a sua audiência o programa venceu o Troféu Imprensa como o Melhor Programa Infantil junto com o Xou da Xuxa. Angélica deixou a Rede Manchete em 1993, quando as gravações foram suspensas para reformulações e a emissora passava por uma grave crise e seria vendida para o grupo IBF. Na época, a apresentadora Angélica era disputada por várias emissoras e acaba assinando contrato com o SBT. Adolpho Bloch, que não queria ver Angélica longe da Rede Manchete, envia a ela uma correspondência dizendo que ela não deixasse a emissora pois ele havia reassumido o controle da empresa. Mas Angélica já estava com seu contrato assinado com o canal de Silvio Santos. 
Durante o tempo em que Angélica comandou o programa, ela lançou cinco discos, fortemente divulgados no programa, tal como lançou muitos produtos com o público infantil que iam desde uma revista em quadrinhos lançada pela Bloch Editores, bonecas com figurinos e a famosa pinta nevus da apresentadora e linha de cosméticos. Angélica também participou dos filmes da trupe Os Trapalhões. Entre eles estão: Os Heróis Trapalhões - Uma Aventura na Selva (1988), Os Trapalhões na Terra dos Monstros (1989) e Uma Escola Atrapalhada (1990), além de ter feito a dublagem dos filmes Pumuckl II (1989) e Angélica e o Mágico de Oz (1992).
Nessa fase o programa apresentava desenhos como: The Jackson 5ive, Pirata do Espaço, A Corrida Maluca, Manda Chuva, Rabugento, Yogi e Mini Polegar, Homem Elástico e Doraemon e com destaque para as séries japonesas pois na fase com Angélica o programa foi responsável também por lançar a febre dos seriados Tokusatsu no Brasil como: Jaspion, Changeman, Flashman, Jiraya e Lionman.

### Terceira Fase (1993-1994) com Mylla Christie
Com a transferência de Angélica para o SBT o programa segue com reprises e a partir de 17 de maio de 1993, Milla Christie assume o programa, agora com temática circense. Ela já havia feito o programa ZAP da Record, e também já havia atuado nas novelas Meu Bem, Meu Mal e Deus Nos Acuda na Globo, nessa fase o programa passa a ter um formato circense, aonde Mylla sempre chegava vestida de mágica, durante o programa, além de atrações musicais, ela sempre recebia convidados relacionados ao mundo do circo, como mágicos, malabaristas, equilibristas, palhaços, além de brincadeiras com a plateia. Mylla chegou a gravar um disco intitulado Fazendo a Festa O programa ganhou um cenário em forma de arena de circo e continuou apostando em brincadeiras e desenhos. Além das produções japonesas, Clube da Criança exibia clássicos da Hanna-Barbera, como Rabugento, o Cão Detetive, Corrida Maluca e Os Impossíveis. Em 1994 Mylla aceitou o convite de retornar à Rede Globo, levando ao fim a terceira fase do Clube da Criança nessa fase o programa era exibido das 17h às 18h15 .

### Quarta Fase (1994-1995) com Pat Beijo
Com a saída de Mylla Christie, a Manchete estava à procura de uma nova apresentadora infantil que fizesse tanto sucesso quanto Xuxa e Angélica, Patricia Kiss ou Pat Beijo, aos 15 anos,foi tirar fotos para Revista Manchete e lá surgiu a oportunidade de fazer um teste de apresentadora de TV, e os produtores do programa infantil viram ali uma promessa, tornando Patrícia a nova apresentadora do Clube da Criança. Em 4 de julho de 1994, Patrícia "Pat Beijo" entra no lugar de Mylla. Como tentativa de marketing do programa foi lançada a Pat, a Boneca de Verdade, uma bonequinha tipo "Barbie", que vinha com a sua imagem e semelhança, um kit surpresa, faixa, coroa de Miss Brasil e vestido de luxo. A boneca tornou-se um grande sucesso vendendo mais de 23 mil exemplares . O programa volta a ter estrondosa audiência com a exibição do anime Cavaleiros do Zodíaco. O Clube da Criança volta ao seu formato original com brincadeiras entre meninos e meninas. Nessa fase o programa era exibido de segunda a sexta às 16:45, nesse ano o figurino das Angelicats da Angélica volta a ser usado nas assistentes dela que tinham o nome de Pat-Girls, tal como a logomarca da fase de Angélica fora usada na ficha da apresentadora nesse ano, Pat lançou um disco para as crianças. Ela ficou no comando do programa até o ano de 1995, quando o Clube da Criança por falta de recursos acabou saindo do ar, a Apresentadora contou ao programa Superpop de Luciana Gimenez que ainda recebeu um convite para atuar na novela Xica da Silva no ar nessa época, mas recusou. Sua última exibição aconteceu em 15 de setembro de 1995. No seu lugar, em 18 de setembro, estreou o programa A Turma do Arrepio (baseado na série de quadrinhos de mesmo criado por César Sandoval). Depois do Clube, ela  também comandou o musical Raio Laser, permanecendo por 3 anos e participou do quadro Giro Maluco na TV Gazeta, seu último trabalho foi em A Praça é Nossa, lançou alguns livros e atualmente mora fora do Brasil com o marido e as duas filhas.
Nesse período os desenhos eram Os Apuros de Penélope Charmosa , Tutubarão , Hong Kong Fu, Dinamite, o Bionicão, Os Mussarelas, Mosquete, Mosquito e Moscado, Bacamarte & Chumbinho, Coelho Ricochete além de também exibir Os Cavaleiros do Zodíaco que virou febre entre as crianças do ano.

### Quinta Fase (1997-1998) com Debby
Em 1997, uma nova proposta surgia para o programa. A ideia era lançar a menina Debby Lagranha de apenas cinco anos, como apresentadora e posteriormente como atriz,Debby foi escolhida depois que sua mãe levou a irmã da apresentadora em um programa de caça-talentos, a menina foi convidada para a Click Models para o comercial da Malory, depois disso fez um teste para o Clube da Criança e passou. O programa agora retornava inicialmente com 30 minutos de duração, e sem auditório. Nessa fase o programa era exibido às 18h00 a ideia era fazer do Clube um programa mais educativo seguindo a linha já adotada por programas similares nas concorrentes como: TV Colosso (Globo), Bom Dia & Cia (SBT) e Mundo Maravilha (Record) programas em que não tinham auditório, onde o centro das atenções eram os bonecos e em geral o apresentador ensinava atividades, recebiam convidados e faziam reportagens ao lado de fantoches e assim era o Clube da Criança nesse ano que contava apenas com Debby conversando com fantoches, encenando histórias e recebendo e interagindo com convidados e cantores no clube havendo inclusive o projeto de uma novela protagonizada pela lorinha. A apresentadora mesclava os desenhos dos estúdios Hannah Barbera com atividades diversas, e tinha a companhia de um boneco, o “coelhinho”. E também recebia convidados que ensinavam atividades diversas, ou cantavam . A crise em 1998 da emissora acabou levando o programa à extinção. E Debby se transferiu para a Globo onde atuou nos programas e filmes de Renato Aragão, Xuxa e atuando também com Angélica.

## Desenhos exibidos
Lista de alguns desenhos animados exibidos durante as fases do programa de 1983 a 1998:
- Andy, o Anjinho da Guarda
- Almôndega e Espaguete
- A Turma do Abobrinha
- A Coisa (na Band).
- A Família Addams (no SBT).
- A Família Drácula
- A Vida Moderna de Rocko (na Rede Globo e na Band ou RBTV).
- Bacamarte e Chumbinho
- Bicudo o Lobisomem (na CNT/Gazeta e no SBT ou NGT).
- Bicudo e Bicudinho (na CNT/Gazeta e no SBT ou NGT).
- Calvin e o Coronel
- Candy Candy (antigo na TV Record)
- Cavaleiros do Zodíaco
- Corrida Maluca
- Coelho Ricochete
- Dartagnan e os Três Mosqueteiros
- Doraemon
- Detonator Orgun
- Don Quixote de la Mancha
- Don Dracula (na CNT/Gazeta).
- Esquadrão +4
- Hong Kong Fu
- A Família Trololó
- Frankenstein Jr. (no SBT).
- Godzilla (na Rede Globo).
- Goldie Gold
- Josie e as Gatinhas (na Band).
- The Jackson 5ive
- Jana a Rainha das Selvas (antigo na TV Record).
- Jerry Lewis (desenho). Exibido na CNT/Gazeta e atualmente na RedeTV! e na CNT.
- Lorde Gato (no SBT).
- Marmaduke (no SBT).
- Pandemônio
- Os Apuros de Penélope Charmosa (no SBT).
- Os Brasinhas do Espaço
- O Pirata do Espaço (na CNT/Gazeta).
- O Jovem Sansão
- Pumuckel
- Patrulha Estelar
- Speed Buggy
- Sport Billy
- Supertiras
- Super Aventuras
- Yogui e Mini-Polegar

## Séries exibidas
- Jaspion
- Changeman
- Flashman
- Jiraya
- Lion Man
- Jiban
- Maskman
- Cybercops

## Assistentes de palco

### Paquitas da Manchete
| Integrantes das Paquitas | Integrantes das Paquitas | Integrantes das Paquitas | Integrantes das Paquitas   | Integrantes das Paquitas |
| ------------------------ | ------------------------ | ------------------------ | -------------------------- | ------------------------ |
| Ano de atividade         | Nome                     | Apelido                  | Notas                      | Geração                  |
| 1984–1986                | Andréa Veiga             | Paquita                  | A primeira Paquita da Xuxa | Primeira Geração         |
| 1984–1986                | Heloísa Morgado          | Paquita 2                | A segunda Paquita da Xuxa  | Primeira Geração         |
| 1985                     | Andréa Rosa              | Xiquita                  | A terceira Paquita da Xuxa | Primeira Geração         |

### Coelho E.T
| Ano de atividade | Nome           | Personagem |
| 1985–1986        | Armando Moraes | Coelho E.T |

### Palhaço Murissoka
| Ano de atividade | Nome            | Personagem        |
| 1985–1986        | Roberto Bettini | Palhaço Murissoka |

### Clubetes/Angelicats/Angels
| Ano de atividade | Nome               | Título                                                           |
| 1987–1988        | Branca Ferreira    | Clubete                                                          |
| 1987–1988        | Cláudia            | Clubete                                                          |
| 1987–1988        | Elisângela         | Clubete                                                          |
| 1987–1988        | Jacqueline Dutra   | Clubete                                                          |
| 1987–1988        | Sabrina            | Clubete                                                          |
| 1988             | Adriane            | Clubete                                                          |
| 1988             | Cynthia Maranhão   | Clubete                                                          |
| 1988             | Fabiana Ferreira   | Clubete                                                          |
| 1988             | Letícia            | Clubete                                                          |
| 1988             | Vivien             | Clubete                                                          |
| 1988             | Camila Pitanga     | Clubete                                                          |
| 1988–1992        | Gabriela Prado     | Clubete (1988–90) / Angelicat (1990–91) / Angel Sapeca (1991–92) |
| 1988–1991        | Elaine Peneiras    | Clubete (1988–90) / Angelicat (1990–91)                          |
| 1988–1991        | Marcella Bordallo  | Clubete (1988–90) / Angelicat (1990–91)                          |
| 1988–1989        | Joana Limaverde    | Clubete                                                          |
| 1988–1989        | Rosi Medeiros      | Clubete                                                          |
| 1989–1992        | Beth Mendes        | Clubete (1989–90) / Angelicat (1990–92)                          |
| 1990–1993        | Amanda Pinheiro    | Clubete (1990) / Angelicat (1990–92) / Angel Sapeca (1992–93)    |
| 1991–1993        | Mariana Nogueira   | Angel Moleca                                                     |
| 1991–1992        | Giovanna Antonelli | Angelicat (1991) / Angel Sapeca (1992)                           |
| 1992–1993        | Geovanna Tominaga  | Angelicat Sansei                                                 |
| 1992–1993        | Karine Carvalho    | Angelicat Loira                                                  |
| 1992–1993        | Tábita Keila Costa | Angelicat Negra                                                  |
| 1992             | Roberta Soares     | Angelicat Ruiva                                                  |
| 1992–1993        | Silvia Burigo      | Angelicat Ruiva                                                  |

### Angélicos
| Ano de atividade     | Nome                 | Apelido        |
| 1989–1993            | Samuel Gaeta         | Samuka         |
| 1989                 | Marcus Serruya       | Marcus         |
| 1989                 | Eduardo Júnior       | Eduardo        |
| 1989–1991            | Márcio Vieira        | Márcio         |
| 1989–1992, 1992–1993 | Daniel Dellias       | Dan / SuperDan |
| 1989–1991, 1992–1993 | Gabriel Jacques      | Gabo           |
| 1991–1992            | Fellipe Marques      | Fellipe        |
| 1991                 | Gabriel "Loiro"      | Gabriel        |
| 1991–1993            | Edison Carlos Júnior | Júnior         |
| 1992                 | Leonardo Ribeiro     | Léo            |
| 1992–1993            | Mateus Rocha         | Mateus         |

### Ernesto, o Mal-Humorado e Angel Travesso
| Ano de atividade | Personagem              | Ator                            |
| 1991–1992        | Ernesto, o Mal-Humorado | Ernesto Vidigal (Netho Vidigal) |
| 1992             | Angel Travesso          | Ernesto Vidigal (Netho Vidigal) |